# Straßenpersonenverkehr
Als Straßenpersonenverkehr (SPV) wird in Deutschland ein Teil des Öffentlichen Verkehrs bezeichnet. Er umfasst dabei alle öffentlichen Verkehrsformen im Landverkehr, die nicht auf dem Eisenbahnnetz erbracht werden, das nach dem Allgemeinen Eisenbahngesetz (AEG) und der Eisenbahn-Bau- und Betriebsordnung (EBO) betrieben wird.
Neben Omnibus- und O-Bus-Verkehren zählen dazu auch Straßenbahnen und alle weiteren Bahnen, die dem Geltungsbereich des Personenbeförderungsgesetzes (PBefG) unterliegen, so zum Beispiel U-Bahnen und Bahnen besonderer Bauart wie die Wuppertaler Schwebebahn oder die SkyLine am Flughafen Frankfurt am Main. Für deren Zugehörigkeit zum Straßenpersonenverkehr ist nicht der Bezug zur Straße maßgebend, sondern der Umstand, dass sie wie alle Bahnen nach PBefG unter die Verordnung über den Bau und Betrieb der Straßenbahnen (BOStrab) fallen, da sie weder zu den Eisenbahnen noch zu den Bergbahnen zählen.
Neben allen Nicht-Eisenbahn-Verkehrsmitteln des Öffentlichen Personennahverkehrs (ÖPNV) fallen darunter auch der Fernbusverkehr sowie Ausflugs- und sonstiger Gelegenheitsverkehr mit Reisebussen. Ebenso bezieht der Begriff den gesamten Gelegenheitsverkehr mit Taxis und Mietwagen ein.
Der Straßenpersonenverkehr mit Ausnahme des Gelegenheitsverkehrs wird auch als Öffentlicher Straßenpersonenverkehr (ÖSPV) bezeichnet. Er umfasst den gesamten straßengebundenen Öffentlichen Personen-Nah- und Fernverkehr.
Im Gesetz über den öffentlichen Personennahverkehr in Bayern wird der dem Nahverkehr dienende Teil des ÖSPV als allgemeiner öffentlicher Personennahverkehr bezeichnet. Er schließt dabei den Verkehr mit Taxen oder Mietwagen ein, soweit dieser die übrigen ÖPNV-Linienverkehre ersetzt, ergänzt oder verdichtet (ÖPNV-Bedarfsverkehre und -Sonderformen).
| Begriffliche Gliederung des Straßenpersonenverkehrs in Deutschland | Begriffliche Gliederung des Straßenpersonenverkehrs in Deutschland | Begriffliche Gliederung des Straßenpersonenverkehrs in Deutschland |
|                                                                    | Nahverkehr (ÖPNV)                                                  | Fernverkehr (ÖPFV)                                                 |
| ------------------------------------------------------------------ | ------------------------------------------------------------------ | ------------------------------------------------------------------ |
| Straßenpersonenverkehr (ÖSPV) = „Nicht-Eisenbahn-Verkehr“          | Allgemeiner ÖPNV                                                   | Fernbusverkehr                                                     |

## Statistische Erfassung
Das Statistische Bundesamt umfasst in seinen Erhebungen der Beförderungsleistung des Straßenpersonenverkehrs alle öffentlichen Landverkehre mit Ausnahme des Eisenbahnverkehrs, lässt allerdings den Taxi- und Mietwagenverkehr außen vor.

## Berufszugang
Die Berufszugangsverordnung für den Straßenpersonenverkehr (PBZugV) regelt in Deutschland die Anforderungen, die an Verkehrsunternehmen gestellt werden, die in der Beförderung von Personen mit Straßenbahnen, O-Bussen, sowie Kraftfahrzeugen im Linien- oder Gelegenheitsverkehr aktiv werden möchten.